# La vida es un carnaval
La vida es un carnaval (pronuncia in spagnolo: [la ˈβiða es uŋ kaɾnaˈβal]; in italiano: "La vita è un carnevale"), è un brano musicale cantato dalla musicista cubana Celia Cruz. 
Partecipa alla grande manifestazione per il carnevale delle Isole Canarie con Issac Delgado a cui partecipano 250.000 spettatori. Si decide di portare lo stesso spettacolo in America Latina dove comincia un grande tour che continuerà in Europa e si concluderà a settembre in Giappone.  Al termine del tour Delgado incide “La Vida Es Un Carnaval” di Victor Daniel che rappresenterà senza dubbio il successo di musica popolare più importante della fine del secolo per Cuba. Nello stesso periodo il famoso rhum HAVANA CLUB sceglie la musica di Issac “La Vida Es Un Carnaval” come colonna sonora del proprio spot Tv internazionale. Fu rilasciato come primo singolo dall'album inciso in studio Mi vida es cantar di Celia Cruz nel 1998. 
La canzone ha vinto il premio per Lo Nuestro Award for Tropical Song of the Year nel 2003.
È diventato uno dei brani più popolari di Cruz, portando la canzone a essere interpretata da diversi artisti, tra cui i cantanti di salsa Victor Manuelle e La India, così come cantanti reggaeton, tra cui Nicky Jam e Mikey Perfecto.
La canzone è presente nel film messicano del 2000 Amores perros e anche nel film del 2002 Antwone Fisher.
Alla canzone si ispira anche il titolo dell'omonimo film italiano di Samuele Sbrighi del 2006, ambientato a Cuba.

## Cover
Una versione cover del brano è stata incisa dal cantante reggaeton Mikey Perfecto nel suo secondo album in studio Evolución Arrestada nel 2004. Il brano presenta come voce ospite quella di Joel Dando Tra. Inoltre, il brano combina musica merengue e musica reggaeton e ha una durata di 2 minuti e 53 secondi. Esso contiene un verso scritto dallo stesso Perfecto. Perfecto ha scelto di incidere una conver del brano della Cruz poiché ha elencato Cruz come una delle sue numerose influenze musicali nella precedente traccia di intermezzo dell'album. 
Nello stesso anno, anche il collega cantante reggaeton Nicky Jam ha inciso una cover del brano "La vida es un carnaval". 
Il cantante portoricano Víctor Manuelle ha eseguito una versione dal vivo del brano che è stata inclusa nell'album live Victor Manuelle en Vivo: Desde el Carnegie Hall. Questa versione ha raggiunto la posizione 14 nella classifica delle Tropical Songs. Manuelle ha anche cantato una versione del brano al funerale di Cruz, nel 2003. 
La cantante brasiliana Daniela Mercury ha incluso una versione in portoghese del brano nel suo album del 2009 Canibália, intitolata "A vida é um carnaval".
L'artista statunitense Jennifer Lopez ha eseguito la canzone dal vivo come parte del tributo a Cruz durante gli American Music Award del 2013.

## Classifiche
| Chart (2001)                   | Peak |
| ------------------------------ | ---- |
| US Latin Songs (Billboard)     | 40   |
| US Latin Pop Songs (Billboard) | 32   |
| US Tropical Songs (Billboard)  | 27   |

| Chart (2013)                       | Peak |
| ---------------------------------- | ---- |
| US Latin Digital Songs (Billboard) | 15   |

| Chart (2015)                          | Peak |
| ------------------------------------- | ---- |
| US Tropical Digital Songs (Billboard) | 3    |